# Пирятинский овощесушильный завод
Пирятинский овощесушильный завод — предприятие пищевой промышленности в городе Пирятин Пирятинского района Полтавской области Украины.

## История
Пирятинский овощесущильный завод был построен на южной окраине райцентра Пирятин в соответствии с пятым пятилетним планом развития народного хозяйства СССР и в 1956 году произвёл первую продукцию - сушёные овощи. Он стал одним из крупнейших овощесушильных заводов на территории Полтавской области.
В годы семилетки (1959 - 1965 гг.) в Пирятине была построена электростанция, что обеспечило возможность расширения промышленных предприятий города. В результате, на овощесушильном заводе был построен и введен в эксплуатацию консервный цех.
В дальнейшем, завод вошёл в число передовых предприятий отрасли, он работал в кооперации с овощеводческими совхозами, обеспечивавшими поставки сырья. После посещения города болгарской делегацией в 1964 году были установлены контакты и начался обмен опытом между Пирятинским овощесушильным заводом и Свищовским государственным комбинатом Великотырновского округа НРБ.
По состоянию на начало 1967 года продукция завода поставлялась в различные регионы страны далеко за пределами Полтавской области - консервы продавались в Братск, Карельскую АССР и Пермскую область, а сушеные овощи (лук, морковь и картофель) - в южные республики СССР.
В соответствии с восьмым пятилетним планом развития народного хозяйства СССР (1966 - 1970 гг.) началась реконструкция завода с целью увеличения производственных мощностей предприятия до 9,5 млн. банок консервов и 420 тонн сухих овощей в год к 1970 году.
В 1990 году завод был подчинён Полтавскому областному кооперативно-государственному объединению агропромышленных предприятий и организаций «Облплодоовочпром».
В целом, в советское время завод входил в число крупнейших предприятий города.
После провозглашения независимости Украины завод перешёл в ведение министерства сельского хозяйства и продовольствия Украины.
В мае 1995 года Кабинет министров Украины утвердил решение о приватизации завода. В дальнейшем, государственное предприятие было преобразовано в общество с ограниченной ответственностью.
В ночь с 15 на 16 апреля 2018 года в результате пожара был поврежден заводской склад (огнём были уничтожены 850 кв.м крыши).

## Деятельность
В состав завода входят три цеха (консервный, овощесушильный и маринадный), способные выпускать 40 наименований продукции (растительные, мясо-растительные и мясные консервы, а также сушёные овощи).